# Eduardo Falú
Eduardo Falú (El Galpón, provincia de Salta, 7 de julio de 1923- Buenos Aires, 9 de agosto de 2013) fue un guitarrista y compositor argentino.

## Vida
Desde muy joven vivió en Metán, donde su padre tenía un negocio de ramos generales, el cual se encuentra listado en la Guía Assalam del Comercio Sirio-libanés de 1927-1928. Sus progenitores, Juan y Fada Falú, eran inmigrantes sirios. Comenzó a tocar guitarra en forma autodidacta a los once años de edad, y en 1937 se radicó en la ciudad de Salta donde realizó sus estudios. 
Desde 1945 residió en Buenos Aires. 
Compuso piezas folclóricas de inestimable valor, tanto desde el punto de vista musical como desde el estético, sobre letras de grandes poetas como Jaime Dávalos, tales como "Zamba de la Candelaria", "Las Golondrinas", "Trago de sombra", "Tonada del viejo amor",  "La Caspi Corral", "Renacer", "Amor, se llama amor", "Milonga del alucinado", entre sus más conocidas; así como con Manuel J. Castilla, ("Minero Potosino", "Celos del viento", "Puna Sola"); Osiris Rodríguez Castillos, León Benarós, Hamlet Lima Quintana y Marta Mendicute. También compuso otras de carácter épico como el Romance de la Muerte de Juan Lavalle, en colaboración con el escritor Ernesto Sabato o José Hernández, sobre textos de Jorge Luis Borges. También colaboró con la música folclórica usando plenamente su guitarra, así tiene obras como: "Choro del caminante", "Camino a Sucre" y "Trémolo", entre otras. Recopiló e hizo famosa con su arreglo para guitarra, la zamba tradicional "La cuartelera", nacida en el siglo XIX en los campos de batalla argentinos.
En la Suite Argentina muestra su conocimiento de música académica volcado a los ritmos folclóricos, y su alto nivel de intérprete en guitarra, ejecutando esta obra conjuntamente con la Camerata Bariloche, dirigida por Elías Khayat. Censurado durante la dictadura autodenominada Revolución Libertadora en medio de una purga cultural que afectó a decenas de folcloristas ya que muchos artistas populares eran vistos como cercanos al peronismo a pesar de no estar afiliado a dicho partido.
Fue Premio Konex de Platino 1985 como Instrumentista de Folklore. En 2015 recibió con carácter póstumo un nuevo Premio Konex, el Diploma al Mérito en la disciplina Instrumentista.
Como un homenaje en vida a Eduardo Falú fue inaugurado el 16 de abril de 2011 en el 429.º aniversario de la fundación de la ciudad de Salta un anfiteatro en su honor.
Falleció el 9 de agosto de 2013 en Buenos Aires a la edad de 90 años. Sus restos descansan en el Panteón de la Sociedad Argentina de Autores y Compositores en el Cementerio de la Chacarita.

## Obras
- Primera Suite Argentina: Carnavalito - Misa Chico - Bailecito - Zamba - Estilo - Malambo.
- Segunda Suite Argentina: Chamamé - Chacarera - Zamba - Vidala Chayera.
- Romance de la Muerte de Juan Lavalle, libreto de Ernesto Sabato.

## Filmografía parcial
Intérprete
- Mire que es lindo mi país (1981)
- El canto cuenta su historia (1976)
- Argentinísima II (1973)
- Argentinísima (1972) dir. Fernando Ayala y Enrique Olivera
- El cantor enamorado (1969) dir. Juan Antonio Serna
- Cosquín, amor y folklore (1965) dir. Delfor María Beccaglia

Banda musical
- El hombre olvidado Inédita (1981)
- Los golpes bajos (1974)
- Bajo el signo de la patria (1971)
- ¿Ni vencedores ni vencidos? (1970)
- Cerro Guanaco (1959)

Temas musicales
- Perón, sinfonía del sentimiento (1999)
- Cerro Guanaco (1959)

Intérprete de la música
- Perón, sinfonía del sentimiento (1999)
- Canto al paisaje soñado (2007)

## Premios
- 2015 Premio Konex post mortem
- 1985 Gran Premio de SADAIC (Sociedad Argentina de Autores y Compositores).
- 1985 Premio Konex de Platino.
- Condecoración de Honor al Mérito por Servicios Distinguidos del Perú.
- Ciudadano ilustre de la Provincia de Salta.
- Ciudadano ilustre de Rosario.
- Ciudadano ilustre de Córdoba.
- Ciudadano ilustre de la Provincia de Santa Fe.